# Saison 1 de Grown-ish
Chronologie
Saison 2
Cet article présente la liste des épisodes de la première saison de la série télévisée américaine Grown-ish diffusée du 3 janvier au 28 mars 2018 sur Freeform.

## Distribution

### Acteurs principaux
- Yara Shahidi : Zoey Johnson
- Deon Cole : Professeur Charlie Telphy
- Trevor Jackson : Aaron Jackson
- Emily Arlook : Nomi Segal
- Francia Raisa : Analisa "Ana" Patricia Torres
- Jordan Buhat : Vivek Shah
- Chris Parnell : Doyen Burt Parker
- Chloe Bailey : Jazlyn "Jazz" Forster[1]
- Halle Bailey : Skylar "Sky" Forster
- Luka Sabbat : Luca Hall

### Acteurs récurrents
- Da'Vinchi : Cash Mooney
- Katherine Moennig : Professeur Paige Hewson

### Invités
- Anthony Anderson : André "Dre" Johnson
- Tracee Ellis Ross : Rainbow "Bow" Johnson

### Personnages ponctuels
- Ashley London (VFB : Fanny Dumont) : Melina (Saison 1, épisode 1)
- Heather Hopkins (VFB : Cécile Florin) : Melanie (Saison 1, épisode 1)
- Fallon Smythe (VFB : Julie Dieu) : Tara (Saison 1, épisode 1)
- Rique (VFB : Alexis Flamant) : Serveur (Saison 1, épisodes 1 et 4)
- Heather Olt (VFB : Cécile Florin) : Serveuse (Saison 1, épisode 2 et 4)
- Nicole Olney (VFB : Julie Dieu) : Shelley (Saison 1, épisode 3)
- Barrett Carnahan (VFB : Alexandre Crépet) : Big Dave (Saison 1, épisodes 4 et 5)
- Sean Farnham (VFB : Simon Duprez) : Sean Farnham lui-même (Saison 1, épisode 4)
- Kenny Smith (VFB : Stanny Mannaert) : Kenny Smith lui-même (Saison 1, épisode 4)
- Juliet Tondowski (VFB : Cécile Florin) : Julie (Saison 1, épisode 5)

## Épisodes

### Épisode 1: Arrivée tardive
- États-Unis : 3 janvier 2018 sur Freeform

- Scénario : Jenifer Rice-Genzuk Henry
- Histoire : Kenya Barris et Jenifer Rice-Genzuk Henry

- États-Unis : 0,95 million de téléspectateurs[2] (première diffusion)

- Jules Hartley : Serendiîty
- Ashley London (VFB : Fanny Dumont) : Melina
- Heather Hopkins (VFB : Cécile Florin) : Melanie
- Fallon Smythe (VFB : Julie Dieu) : Tara
- Rique (VFB : Alexis Flamant) : Serveur

### Épisode 2: Une routine qui tue
- États-Unis : 3 janvier 2018 sur Freeform

- États-Unis : 0,92 million de téléspectateurs[2] (première diffusion)

- Miles Dausuel : Mike
- Elijah R. Reed : Un élève
- Heather Olt (VFB : Cécile Florin) : Serveuse
- Sumier Mention : Lance
- Tyffanee Smith : élève de Hawkins Hall

### Épisode 3: Si vous lisez cela, il est trop tard
- États-Unis : 10 janvier 2018 sur Freeform

- États-Unis : 0,66 million de téléspectateurs[3] (première diffusion)

- Da'Vinchi (VFB : Fabian Finkels) : Cash Mooney
- Nicole Olney (VFB : Julie Dieu) : Shelley
- Lee Rodriguez : Naomi
- Tyffanee Smith : élève de Hawkins Hall

### Épisode 4: La Star
- États-Unis : 17 janvier 2018 sur Freeform

- États-Unis : 0,90 million de téléspectateurs[4] (première diffusion)

- Da'Vinchi (VFB : Fabian Finkels) : Cash Mooney
- Barrett Carnahan (VFB : Alexandre Crépet) : Big Dave
- Sean Farnham (VFB : Simon Duprez) : lui-même
- Kenny Smith (VFB : Stanny Mannaert) : lui-même
- Rique (VFB : Alexis Flamant) : Serveur

### Épisode 5: Cash gère mon monde
- États-Unis : 24 janvier 2018 sur Freeform

- États-Unis : 0,64 million de téléspectateurs[5] (première diffusion)

- Invité spécial : Anthony Anderson : Andre Johnson
- Da'Vinchi (VFB : Fabian Finkels) : Cash Mooney
- Barrett Carnahan (VFB : Alexandre Crépet) : Big Dave
- Juliet Tondowski (VFB : Cécile Florin) : Julie (Saison 1, épisode 5)
- Germano Blanco : élève de Liberal Arts

### Épisode 6: Paiement Cash
- États-Unis : 31 janvier 2018 sur Freeform

- États-Unis : 0,61 million de téléspectateurs[6] (première diffusion)

- Invitée spéciale : Tracee Ellis Ross : Dr. Rainbow "Bow" Johnson
- Da'Vinchi (VFB : Fabian Finkels) : Cash Mooney
- Cari Champion (VFB : Valérie Muzzi) : elle-même
- Jason Burke : Gus
- Mcabe Gregg (VFB : Alexis Flamant) : Cheeto
- Belle Adams (VFB : Laetitia Liénart) : Étudiante

### Épisode 7: Dé-brise mon cœur
- États-Unis : 7 février 2018 sur Freeform

- États-Unis : 0,54 million de téléspectateurs[7] (première diffusion)

- Da'Vinchi (VFB : Fabian Finkels) : Cash Mooney
- Gavin Leatherwood : Pete
- Tyffanee Smith : élève de Hawkins Hall

### Épisode 8: Efface ta présence
- États-Unis : 14 février 2018 sur Freeform

- États-Unis : 0,48 million de téléspectateurs[8] (première diffusion)

- Invité spécial : Anthony Anderson : Andre Johnson
- Elaine Welteroth (VFB : Sophie Landresse)  : elle-même
- Sharifa Olivier (VFB : Laetitia Liénart) : Janet
- Blake Young-Fountain (VFB : Alexis Flamant) : Jerome
- Kristen Henry King (VFB : Sophie Landresse) : Lisa
- Robert Werner (VFB : Olivier Prémel) : Joe
- Fernando Marrero (VFB : Xavier Percy) : Rod

### Épisode 9: Qui va m'en empêcher?
- États-Unis : 28 février 2018 sur Freeform

- États-Unis : 0,52 million de téléspectateurs[9] (première diffusion)

- Mike Dausuel (VFB : Benjamin Thomas) : Mike
- Mona Sishodia (VFB : Delphine Chauvier) : Riya Shah
- Mueen Jahan Ahmad (VFB : Xavier Percy) : Arjun Shah
- Josh Plasse (VFB : Fabian Finkels) : Balty Winthrop
- Jared Wenrick (VFB : Alexis Flamant) : Vali

### Épisode 10: C'est dur, l'art de la drague
- États-Unis : 7 mars 2018 sur Freeform

- États-Unis : 0,44 million de téléspectateurs[10] (première diffusion)

- Diggy Simmons (VFB : Olivier Prémel) : Doug
- Abena Ansha (VFB : Laetitia Liénart) : Shukura
- Wolfgang Novogratz (VFB : Benjamin Thomas) : Chad
- Camron Jones (VFB : Alexis Flamant) : Corey
- Zach Lewis (VFB : Xavier Percy) : serveur

### Épisode 11: A l'abri
- États-Unis : 14 mars 2018 sur Freeform

- États-Unis : 0,47 million de téléspectateurs[11] (première diffusion)

- Tyler Osterkamp (VFB : Corentin Burki) : Craig
- Nicholas Tuttle (VFB : Benjamin Thomas) : Ben
- Shawn Turner (VFB : Alexis Flamant) : Travis
- Jazzman Collins : Protestant
- Tyffanee Smith : élève de Hawkins Hall

### Épisode 12: Amour groupé
- États-Unis : 21 mars 2018 sur Freeform

- Da'Vinchi (VFB : Fabian Finkels) : Cash Mooney
- Diggy Simmons (VFB : Olivier Prémel) : Doug
- Frenando Luis Vega (VFB : Benjamin Thomas) : Jahi
- Laci Mercede : danseuse
- Rashawn Simmons : Darek

### Épisode 13: Aller-retour
- États-Unis : 28 mars 2018 sur Freeform

- États-Unis : 0,40 million de téléspectateurs[13] (première diffusion)

- Da'Vinchi (VFB : Fabian Finkels) : Cash Mooney
- Peter Adrian Sudarso (VFB : Benjamin Thomas) : Jeff
- Danielle Kennedy (VFB : Monia Douieb) : employée à la cafétaria
- Tyffanee Smith : élève de Hawkins Hall